# Bezoar

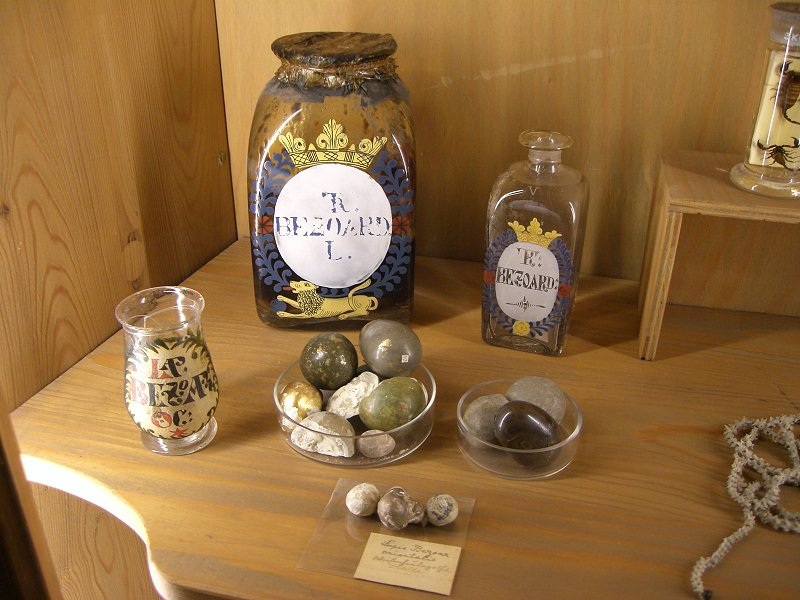
Bezoary w Muzeum Farmacji w Zamku w Heidelbergu

Bezoar (arab. bāzahr, pers. bād-zahr) – rzekomy kamień jelitowy, nagromadzenie niestrawionych substancji w żołądku zwierząt. Bezoary stwierdzane mogą być również u ludzi.

## Bezoary u przeżuwaczy
U przeżuwaczy bezoar (strutka) to kulisty twór powstający w żołądkach (czepcu i żwaczu) przez nagromadzenie niestrawionych resztek pokarmu oraz włókien roślinnych i włosów (sierści), zwłaszcza zlizywanych przez zwierzę podczas linienia. Zwykle ma wielkość orzecha, przy większej ilości lub rozmiarze może wywołać u zwierzęcia niedrożność układu pokarmowego. Występuje zawsze u lamy i kozy bezoarowej, częsty także u innych przeżuwaczy.

### Bezoary w kulturze
Bezoary były w średniowieczu uważane za talizmany, przypisywano im właściwości magiczne i lecznicze. Używane były w postaci proszku jako odtrutki, zarówno w przypadku ukąszenia czy użądlenia, jak i zatrucia pokarmowego. Cena takiego "leczenia" była na tyle wysoka, że pozwolić sobie na nią mogli jedynie najbogatsi. W celach ochronnych noszono je w ażurowej oprawie (pomander), co miało zapewnić użytkownikowi korzystanie z leczniczych właściwości bezoaru w kontakcie z ciałem, a także wprawiano je w oprawy pierścieni, zawieszeń i bransolet. Bezoary mają silny zapach, zbliżony do piżma, wydzielany zwłaszcza podczas spalania.
Dawniej bezoary uważano za substancje zapachowe wydzielane przez gruczoły łzowe jelenia szlachetnego: „Bezoarem zwiemy łzy jelenia, skoro połknąwszy węża, płacze wlazłszy gdzie w jezioro”, a także za źródła magicznej mocy oraz, w krajach Wschodu, leki.

### Bezoary w literaturze
W serii Harry Potter autorstwa J.K. Rowling bezoar w świecie czarodziejów używany jest jako antidotum na niemal wszystkie trucizny i eliksiry. Harry Potter uratował swojego przyjaciela Rona, podając mu właśnie bezoar.
Jest wymieniany jako wyposażenie alchemickiej pracowni w Narrenturm Andrzeja Sapkowskiego.
Także w uniwersum Wiedźmina niektórzy wierzyli w ich magiczne właściwości.

## Pilobezoary
Pilobezoary (inaczej kocie wypluwki) to kulki sierści tworzące się w przewodzie pokarmowym kota domowego i powodujące zakłaczenie. Szczególnie narażone na tworzenie się pilobezoarów i na zakłaczenie są osobniki długowłose.

## Występowanie u człowieka
U człowieka bezoary mogą występować w żołądku, przełyku i odbytnicy. W zależności od składników je budujących wyróżnia się:
- fitobezoary – zawierają włókna roślinne (owoców, zbóż, warzyw)
- trichobezoary – zawierają włosy (stwierdzane zazwyczaj u ludzi posiadających brodę)
- farmakobezoary – zawierają leki (preparaty zobojętniające zawierające glin, preparaty wapnia, węglan magnezu, nifedypina, sukralfat)

W skład bezoarów mogą też wchodzić inne substancje, np. cement, tworzywa sztuczne, papier, sznur, wata, styropian. Tworzeniu bezoarów sprzyjają zaburzenia gryzienia i żucia pokarmów (uszkodzenie uzębienia, niedopasowane protezy zębowe), wolna motoryka przewodu pokarmowego w zakresie żołądka, obniżona kwaśność soku żołądkowego, stany po operacjach żołądka, niedoczynność tarczycy, dystrofia miotoniczna, mieszana choroba tkanki łącznej. Chorzy mogą nie mieć żadnych dolegliwości, ale mogą też skarżyć się na nudności, wymioty, upośledzenie apetytu, wzdęcie, nieprzyjemny zapach z ust, uczucie szybkiego nasycenia pokarmem, ból w nadbrzuszu. Rzadko bezoary powodują niedrożność przewodu pokarmowego w zakresie żołądka, ponadto wrzody żołądka, perforację, krwotok z przewodu pokarmowego. W leczeniu stosuje się trawienie enzymami, leki prokinetyczne, zabiegi endoskopowe i operacyjne.